# Proanoplomus tenompokensis
Proanoplomus tenompokensis är en tvåvingeart som beskrevs av Albany Hancock 2008. Proanoplomus tenompokensis ingår i släktet Proanoplomus och familjen borrflugor. Inga underarter finns listade i Catalogue of Life.